# Obispos
Obispos é um município da Venezuela localizado no Barinas. A sede do  município é a cidade de Obispos.